# Scottish First Division 1995/96
Die Scottish Football League First Division wurde 1995/96 zum 21. Mal als nur noch zweithöchste schottische Liga unter diesem Namen ausgetragen. In der zweithöchsten Fußball-Spielklasse der Herren in Schottland traten in der Saison 1995/96 10 Klubs in insgesamt 36 Spieltagen gegeneinander an. Jedes Team spielte jeweils viermal gegen jedes andere Team. Bei Punktgleichheit zählte die Tordifferenz.
Die Meisterschaft gewann Dunfermline Athletic, der sich damit gleichzeitig die Teilnahme an der Premier Division-Saison 1996/97 sicherte. Dundee United gewann als Vizemeister in der Aufstiegs-Relegation gegen Partick Thistle. Absteigen in die Second Division mussten Hamilton Academical und der FC Dumbarton. Torschützenkönig mit 21 Treffern wurde der Nordire George O’Boyle vom FC St. Johnstone.

## Statistiken

### Abschlusstabelle
| Pl. | Verein               | Sp. | S  | U  | N  | Tore    | Diff. | Punkte |
| --- | -------------------- | --- | -- | -- | -- | ------- | ----- | ------ |
| 1.  | Dunfermline Athletic | 36  | 21 | 8  | 7  | 073:410 | +32   | 71     |
| 2.  | Dundee United (A)    | 36  | 19 | 10 | 7  | 073:370 | +36   | 67     |
| 3.  | Greenock Morton (N)  | 36  | 20 | 7  | 9  | 057:390 | +18   | 67     |
| 4.  | FC St. Johnstone     | 36  | 19 | 8  | 9  | 060:360 | +24   | 65     |
| 5.  | FC Dundee            | 36  | 15 | 12 | 9  | 053:400 | +13   | 57     |
| 6.  | FC St. Mirren        | 36  | 13 | 8  | 15 | 046:510 | −5    | 47     |
| 7.  | FC Clydebank         | 36  | 10 | 10 | 16 | 039:580 | −19   | 40     |
| 8.  | Airdrieonians FC     | 36  | 9  | 11 | 16 | 043:530 | −10   | 38     |
| 9.  | Hamilton Academical  | 36  | 10 | 6  | 20 | 040:570 | −17   | 36     |
| 10. | FC Dumbarton (N)     | 36  | 3  | 2  | 31 | 023:940 | −71   | 11     |

Platzierungskriterien: 1. Punkte – 2. Tordifferenz – 3. geschossene Tore – 4. Direkter Vergleich (Punkte, Tordifferenz, geschossene Tore)
| Saison 1995/96 |

| Zum Saisonende 1994/95 |                                       |
| (A)                    | Absteiger aus der Premier Division    |
| (N)                    | Neuaufsteiger aus der Second Division |

## Relegation
Teilnehmer an den Relegationsspielen waren Dundee United aus der diesjährigen First Division, sowie der Tabellenneunte der Premier Division, Partick Thistle. United setzte sich gegen den Erstligisten aus Glasgow im Gesamtergebnis mit 3:2 durch.
Die Spiele wurden am 12. und 16. Mai 1996 ausgetragen.
|                 | Gesamt |               | Hinspiel | Rückspiel |
| --------------- | ------ | ------------- | -------- | --------- |
| Partick Thistle | 2:3    | Dundee United | 1:1      | 1:2       |